# Большой Коршик
Большой Коршик — деревня в Оричевском районе Кировской области в составе Коршикского сельского поселения.

## География
Примыкает с юго-востока к центру поселения селу Коршик.

## История
Известна с 1710 года как починок Коршиков с населением 14 душ и 3 дворами, в 1764 году 52 жителя. В 1873 году здесь (починок Коршик большой или Коршик) учтено дворов 19 и жителей 117, в 1905 18 и 125, в 1926 (уже деревня Большой Коршик) 24 и 102, в 1950 15 и 46, в 1989 оставалось 5 жителей.

## Население
Постоянное население  составляло 35 человек (русские 97%) в 2002 году, 50 в 2010.